# Jixian (köpinghuvudort i Kina, Shaanxi, lat 34,09, long 108,40)
Jixian (kinesiska: 集贤, 集贤镇) är en köpinghuvudort i Kina. Den ligger i provinsen Shaanxi, i den nordvästra delen av landet, omkring 50 kilometer sydväst om provinshuvudstaden Xi'an. Antalet invånare är 26 167. Befolkningen består av 12 717 kvinnor och 13 450 män. Barn under 15 år utgör 17,0 %, vuxna 15-64 år 72 %, och äldre över 65 år 9,0 %.
Runt Jixian är det tätbefolkat, med 257 invånare per kvadratkilometer. Närmaste större samhälle är Zhongnan, 7,3 km nordväst om Jixian. Trakten runt Jixian består till största delen av jordbruksmark.
Genomsnittlig årsnederbörd är 668 millimeter. Den regnigaste månaden är september, med i genomsnitt 143 mm nederbörd, och den torraste är december, med 1 mm nederbörd.